# Maljutki-Nunatakker
Die Maljutki-Nunatakker (russisch Скалй Малюткй Skali Maljutki, deutsch ‚Baby-Nunatakker‘) sind eine Gruppe Nunatakker im ostantarktischen Königin-Maud-Land. Am südöstlichen Ausläufer der Orvinfjella ragen sie 21 km westnordwestlich des Skeidsberget in nord-südlicher Ausrichtung über eine Länge von 6 km auf.
Kartografen des Norsk Polarinstitutt kartierten sie anhand von Luftaufnahmen und Vermessungen der Dritten Norwegischen Antarktisexpedition (1956–1960). Sowjetische Wissenschaftler, die auch die Benennung vornahmen, kartierten sie 1961.